# Ogiva di Lussemburgo
Ogiva di Lussemburgo in olandese Otgiva van Luxemburg (990/995 – 9 marzo 1030) fu contessa consorte di Fiandra e d'Artois, e contessa consorte di Hainaut (ridotto alla contea di Valenciennes) dal 1012 fino alla sua morte, in quanto prima moglie di Baldovino IV di Fiandra.

## Origine
Ogiva, secondo la Genealogiae Comitum Flandriae, era figlia del conte di Moselgau e difensore delle abbazie di Stablo e Malmedy, Federico di Lussemburgo (erroneamente, nel testo viene citato il fratello, Giselberto) e della moglie di cui non si conosce il nome, che era figlia di Ermetrude, discendente dai Corradinidi, come ci viene confermato dalla Vita Adelheidis abbatissæ Vilicensis, conti e duchi della Franconia.
Federico di Lussemburgo era figlio del Conte di Moselgau e delle Ardenne, considerato il primo conte di Lussemburgo ed il fondatore della Casata di Lussemburgo, un ramo cadetto della Casa delle Ardenne, Sigfrido I di Lussemburgo e della moglie, Hedwige di Nordgau: infatti, secondo gli Annales Quedlinburgenses, Federico era fratello di Cunegonda, la moglie dell'Imperatore del Sacro Romano Impero, Enrico II e Cunegonda, la moglie di Enrico II il Santo, secondo il monaco, Rodolfo il Glabro, uno dei maggiori cronisti d'età medievale, nel suo Rodulfi Glabri, Historiarum Libri Quinque, era figlia di Sigfrido) e di Edvige di Nordgau (937-992), figlia del conte Eberardo IV di Nordgau e di Luitgarda di Lotaringia, discendente in linea diretta da Carlo Magno.
Ogiva era nipote dell'Imperatore del Sacro Romano Impero, Enrico II e cognata di Guelfo III di Altdorf, conte in Lechrain, a sud di Augusta († 1030), marito di sua sorella, Imiza, come ci conferma la Genealogia Welforum'.

## Biografia
Suo padre, Federico, ancora secondo la Genealogiae Comitum Flandriae, che precisa che Ogiva era sorella di Adalberone III († 1072), vescovo di Metz, Enrico († 1047), duca di Baviera, Federico (1003 † 1065), duca della Bassa Lorena e Giselberto (1007 † 1059), conte di Salm, verso il 1012, diede Ogiva in moglie al conte Baldovino IV delle Fiandre, detto il Barbuto (ca. 980-ca. 1035), che era l'unico figlio maschio del conte di Fiandra, conte d'Artois e Abate laico di San Bertino, Arnolfo II e di Rozala (952 – 7 febbraio 1003), moglie di Arnolfo II, come è indicato nelle Europäische Stammtafeln.
Nel 1020, l'imperatore Enrico II, zio di Ogiva, intraprese una campagna militare contro suo marito, Baldovino IV, invadendo per la seconda volta le Fiandre, occupando la città di Gand. Baldovino allora, per migliorare i rapporti col regno di Francia, fu favorevole al fidanzamento del proprio figlio, Baldovino con la figlia di Roberto II, Adele. Suo figlio, Baldovino, dopo che, nel 1028, aveva sposato Adele di Francia, si ribellò a Baldovino IV che dovette lasciare le Fiandre e rifugiarsi in Normandia,
In quel periodo Ogiva morì; secondo gli Annales Blandinienses, ciò avvenne nel 1030, mentre il Poetæ Latini medii ævi, V.1, Die Ottonenzeit, ricorda la morte di Ogiva, moglie di Baldovino IV, il 9 marzo (Nona Dies Martii)'. Ogiva fu sepolta a Gand.
Dopo essere rimasto vedovo, come conferma anche la Genealogica Comitum Flandriæ Bertiniana, Continuatio Leidensis et Divionensis, Baldovino IV, che si trovava in Normandia, si sposò, in seconde nozze, con Eleonora, la figlia del duca di Normandia, Riccardo II. Quindi con l'aiuto dell'esercito normanno, Baldovino IV riuscì a rientrare nelle Fiandre, dove perdonò il figlio e l'associò nel governo delle contee.

## Figli
Ogiva a Baldovino diede uno o forse due figli:
- Baldovino[1] (1012/3-1º settembre 1067), conte di Fiandra e d' Artois
- Ermengarda di Fiandra, che sposò Adalberto conte di Gand

## Ascendenza
|                         |                 |                         | Genitori                |  |  | Nonni |  |  | Bisnonni           |  |  | Trisnonni |  |
|                         |                 |                         |                         |  |  |       |  |  | Vigerico di Bidgau |  |  | …         |  |
|                         |                 |                         |                         |  |  |       |  |  | Vigerico di Bidgau |  |  | …         |  |
|                         |                 | …                       |                         |  |  |       |  |  | Vigerico di Bidgau |  |  |           |  |
| Sigfrido di Lussemburgo |                 |                         |                         |  |  |       |  |  | Vigerico di Bidgau |  |  |           |  |
|                         |                 | Cunegonda               | Ermentrude              |  |  |       |  |  |                    |  |  |           |  |
|                         |                 | Cunegonda               | Ermentrude              |  |  |       |  |  |                    |  |  |           |  |
|                         |                 | Cunegonda               | …                       |  |  |       |  |  |                    |  |  |           |  |
| Federico di Lussemburgo |                 | Cunegonda               |                         |  |  |       |  |  |                    |  |  |           |  |
|                         |                 | Eberardo IV di Nordgau  | …                       |  |  |       |  |  |                    |  |  |           |  |
|                         |                 | Eberardo IV di Nordgau  | …                       |  |  |       |  |  |                    |  |  |           |  |
|                         |                 | Eberardo IV di Nordgau  | …                       |  |  |       |  |  |                    |  |  |           |  |
| Edvige di Nordgau       |                 | Eberardo IV di Nordgau  |                         |  |  |       |  |  |                    |  |  |           |  |
|                         |                 | Luitgarda di Lotaringia | …                       |  |  |       |  |  |                    |  |  |           |  |
|                         |                 | Luitgarda di Lotaringia | …                       |  |  |       |  |  |                    |  |  |           |  |
|                         |                 | Luitgarda di Lotaringia | …                       |  |  |       |  |  |                    |  |  |           |  |
| Ogiva di Lussemburgo    |                 | Luitgarda di Lotaringia |                         |  |  |       |  |  |                    |  |  |           |  |
|                         | Odo di Wetterau | Gebeardo di Lotaringia  |                         |  |  |       |  |  |                    |  |  |           |  |
|                         | Odo di Wetterau | Gebeardo di Lotaringia  |                         |  |  |       |  |  |                    |  |  |           |  |
|                         | Odo di Wetterau | …                       |                         |  |  |       |  |  |                    |  |  |           |  |
| Eriberto di Wetterau    | Odo di Wetterau |                         |                         |  |  |       |  |  |                    |  |  |           |  |
|                         |                 | Cunigonda di Vermandois | Erberto I di Vermandois |  |  |       |  |  |                    |  |  |           |  |
|                         |                 | Cunigonda di Vermandois | Erberto I di Vermandois |  |  |       |  |  |                    |  |  |           |  |
|                         |                 | Cunigonda di Vermandois | Liutgarda               |  |  |       |  |  |                    |  |  |           |  |
| Ermetrude di Wetterau   |                 | Cunigonda di Vermandois |                         |  |  |       |  |  |                    |  |  |           |  |
|                         |                 | …                       | …                       |  |  |       |  |  |                    |  |  |           |  |
|                         |                 | …                       | …                       |  |  |       |  |  |                    |  |  |           |  |
|                         |                 | …                       | …                       |  |  |       |  |  |                    |  |  |           |  |
| …                       |                 | …                       |                         |  |  |       |  |  |                    |  |  |           |  |
|                         |                 | …                       | …                       |  |  |       |  |  |                    |  |  |           |  |
|                         |                 | …                       | …                       |  |  |       |  |  |                    |  |  |           |  |
|                         |                 | …                       | …                       |  |  |       |  |  |                    |  |  |           |  |
|                         |                 | …                       |                         |  |  |       |  |  |                    |  |  |           |  |

### Fonti primarie
- (LA)  Monumenta Germaniae Historica, Scriptores, tomus V.
- (LA)  Monumenta Germaniae Historica, Scriptores, tomus IX.
- (LA)  Monumenta Germaniae Historica, Scriptores, tomus XIII.
- (LA)  Monumenta Germaniae Historica, Scriptores, tomus XV.2.
- (LA)  Monumenta Germaniae Historica, tomus VII.
- (LA)  Monumenta Germaniae Historica, tomus III.
- (LA)  Monumenta Germaniae Historica, Poetarum Latinorum medii ævi, tomus V/fasc. I.

### Letteratura storiografica
- Edwin H Holthouse, L'imperatore Enrico II, in «Storia del mondo medievale», vol. IV, 1999, pp. 126–169